# Kommander of Kaos
Kommander of Kaos es el segundo álbum de estudio de la cantante estadounidense de heavy metal Wendy O. Williams, publicado en 1986 por Gigasaurus Records. Con la idea de recuperar la velocidad, el concepto y las letras minimalistas de las producciones grabadas con Plasmatics, la composición de las canciones se centró nuevamente en el punk y el heavy metal, para dejar atrás el sonido hard rock del anterior disco. Dentro de las nueve canciones que lo integran, se incluyó una versión de «Jailbait» de Motörhead y una grabación en vivo de «Ain't None of Your Business».

## Lista de canciones
| N.º | Título                                  | Escritor(es)                                                | Duración |  |
| 1.  | «Hoy Hey (Live to Rock)»                | Michael Ray, Rod Swenson                                    | 3:44     |  |
| 2.  | «Pedal to the Metal»                    | Ray, Swenson, Greg Smith                                    | 3:26     |  |
| 3.  | «Goin' Wild»                            | Ray, Swenson                                                | 4:11     |  |
| 4.  | «Ain't None of Your Business» (en vivo) | Gene Simmons, Eric Carr, Vinnie Vincent                     | 5:38     |  |
| 5.  | «Party»                                 | Wes Beech, Swenson                                          | 3:36     |  |
| 6.  | «Jailbait»                              | Lemmy Kilmister, Eddie Clarke, Phil "Philthy Animal" Taylor | 3:25     |  |
| 7.  | «Bad Girl»                              | Beech, Swenson, Bunyard                                     | 3:33     |  |
| 8.  | «Fight for the Right»                   | Ray, Swenson                                                | 3:10     |  |
| 9.  | «F**K that Booty»                       | Ray, Swenson                                                | 3:31     |  |

## Músicos
- Wendy O. Williams: voz
- Michael Ray: guitarra eléctrica y coros
- Greg Smith: bajo y coros
- T.C. Tolliver: batería